# Amaral (album)
Amaral è il primo album di Amaral, pubblicato nel 1998. Da esso sono stati tratti, in ordine cronologico, i singoli Rosita, Voy a acabar contigo, No sé qué hacer con mi vida, Un día más e Tardes.

## Tracce
1. Rosita – 2:56
2. Un día más – 4:22
3. Voy a acabar contigo – 3:52
4. Cara a cara – 3:22
5. Tardes – 4:06
6. No existen los milagros – 3:42
7. Lo quiero oir de tu boca – 3:33
8. Habla – 3:17
9. 1997 – 3:32
10. Dile a la rabia – 4:29
11. No se que hacer con mi vida – 2:59
12. Soy lo que soy – 3:18
13. Mercado negro – 4:18